# Out Campaign

La letra escarlata, reivindicativa del ateísmo.

Out Campaign (término derivado del inglés Outing, en el sentido de "Campaña para darse a conocer") es la denominación de una campaña promocional emprendida en 2007 en medios de comunicación y soportes publicitarios de varios países en apoyo del librepensamiento y del ateísmo, organizada por iniciativa de Richard Dawkins.
Inspirada en el éxito de iniciativas y técnicas promocionales adoptadas por colectivos LGBT, la Out Campaign es un intento por destacar una imagen positiva del ateísmo, a la vez que proveyendo un medio por el cual las personas ateas puedan identificarse unas a otras, adoptando como emblema una letra A de color rojo, en referencia al emblema de la "letra escarlata", una forma de denuncia del estigma social que en algunos lugares tiene el ateísmo. 

Existe una población oculta de personas ateas que necesita visibilizarse.
Richard Dawkins

## Historia
Dawkins, uno de los proponentes de la campaña, sugirió que el movimiento LGBT, con su táctica reivindicativa de salir del armario, había sido una de las fuentes de inspiración para la campaña. Sin embargo, la campaña alienta únicamente a visibilizar las convicciones ateas propias, y no las de terceras personas, instando por tanto a:
- "Buscar a otros" y conversar con ellos sobre ateísmo y ayudar a difundir una visión positiva del ateísmo.
- "Expresar" sus propias creencias y valores sin sentirse intimidado, de esta forma ayudando a la gente a reconocer que los ateos no se ajustan a un estereotipo y son un grupo muy diverso.
- Promocionar la idea de que la religión debe mantenerse fuera de los colegios públicos y del gobierno, y que los intereses religiosos de terceros puedan ejercer coacción sobre la libertad de expresión de los no-creyentes.
- "Dar un paso adelante" y hacerse visible en su comunidad.

La campaña hace ropa deportiva discreta cuyo tema general es la letra "A" escarlata y la palabra "OUT", que normalmente van aisladas tipográficamente del resto de la frase. No se menciona abiertamente el ateísmo excepto mediante el uso de los símbolos. La "A" escarlata es uno de los símbolos del ateísmo más populares en Internet.
La campaña actualmente hace camisetas, chaquetas, pegatinas para autos, calcomanías y alfileres para la solapa, que se venden en la tienda en línea de Richard Dawkins. Los beneficios de las ventas van a la Fundación Richard Dawkins.
También existe una aplicación en "Facebook" para los que quieran "descubrirse" públicamente ante sus amigos en Facebook. La aplicación exhibe la "Letra Escarlata" en el perfil de aquellos que se unan.